# Панфильська сільська рада
Панфильська сільська рада — колишній орган місцевого самоврядування у Яготинському районі Київської області з адміністративним центром у с. Панфили.

## Загальні відомості
Історична дата утворення: в 1920 році.
Київська обласна рада рішенням від 2 лютого 2006 року у Яготинському районі уточнила назву Панфилівської сільради на Панфильську.
Водоймища на території, підпорядкованій даній раді: річка Супій.

## Населені пункти
Сільській раді підпорядковані населені пункти:
- с. Панфили

## Склад ради
Рада складається з 14 депутатів та голови.